# Irena Gałuszka (śpiewaczka)
Irena Gałuszka (ur. 3 lutego 1923 w Kętach, zm. 5 lutego 2010 we Wrocławiu) – polska śpiewaczka, wykładowca Akademii Muzycznej we Wrocławiu.
Po II wojnie światowej została urzędnikiem w Prudniku, a następnie przeniosła się do Wrocławia. Pracowała w redakcji Słowa Polskiego. Studiowała wówczas na wydziale wokalnym średniej szkoły muzycznej pod kierunkiem profesor Walerii Jędrzejewskiej. Później pracowała m.in. dla Polskiego Radia, a w 1964 związała się z operetką we Wrocławiu.
Wydała książkę Słynni śpiewacy operowi (cechy psychosomatyczne). Jej uczniami był m.in. Radosław Żukowski. Odznaczona Krzyżem Oficerskim Orderu Odrodzenia Polski.
W 2011 zainicjowany został projekt Polska Szkoła Mistrzów, którego celem jest przypomnienie m.in. postaci Ireny Gałuszki. Pomysłodawczynią przedsięwzięcia jest jedna z wychowanek śpiewaczki Jadwiga Teresa Stępień.
Pochowana na Cmentarzu św. Wawrzyńca we Wrocławiu.